# John Atcherley Dew
John Atcherley Dew (ur. 5 maja 1948 w Waipawa) – nowozelandzki duchowny katolicki, w latach 2005–2023 arcybiskup Wellington, kardynał.

## Życiorys
Kształcił się m.in. w St. Joseph College, a także w seminariach w Christchurch i Holly Cross College. Święcenia kapłańskie otrzymał w 9 maja 1976 z rąk kardynała Reginalda Delargeya. Pracował duszpastersko w diecezjach Waipukurau i Rarotonga, po czym wyjechał na Wyspy Cooka, gdzie wykładał w tamtejszym Holy Cross College. W latach 1991–1992 kształcił się w Wielkiej Brytanii. Powrócił do ojczyzny w 1993 i służył w parafii w Newtown.
1 kwietnia 1995 otrzymał nominację na biskupa pomocniczego Wellington ze stolicą tytularną Privata. Sakrę otrzymał 31 maja 1995 z rąk kardynała Thomasa Williamsa, arcybiskupa Wellington. 24 maja 2004 został koadiutorem kard. Williamsa. Sukcesję przejął po przejściu poprzednika na emeryturę 21 marca 2005. 1 kwietnia tego samego roku został biskupem ordynariuszem armii nowozelandzkiej. Sprawował również funkcję sekretarza Episkopatu Nowej Zelandii.
4 stycznia 2015 ogłoszony kardynałem przez papieża Franciszka. Insygnia nowej godności odebrał 14 lutego.
5 maja 2023 papież Franciszek przyjął jego rezygnację z funkcji arcybiskupa metropolity Wellington. 27 maja 2023 przestał pełnić urząd biskupa ordynariusza armii nowozelandzkiej. Brał udział w konklawe 2025, które wybrało papieża Leona XIV.